# Frostpunk 2
Frostpunk 2 — компьютерная игра в жанре градостроительного симулятора и симулятора выживания, разработанная компанией 11 bit studios. Игра включает в себя элементы стимпанка и альтернативной истории. Действие проходит спустя 30 лет после событий первой игры.
Релиз игры состоялся 20 сентября 2024 года для Windows и macOS, а выход для PlayStation 5 и Xbox Series X/S запланирован на 2025 год.

## Игровой процесс
Действие игры происходит в альтернативной истории в городе Нью-Лондон спустя 30 лет после «великого шторма» первой игры. Игроку предоставляется роль наместника, управляющего городом. Можно построить гораздо более масштабный город, чем в первой игре, также можно возводить отдельные районы. Каждый район несёт определённую функцию (например, производство пищи или энергии). Дополнительные функции каждого района можно разблокировать специальными зданиями. Каждый район также потребляет ресурсы, поэтому для расширения города требуется тщательное городское планирование.
В городе действуют разные фракции с конфликтующими идеями. Игроку доступно для изучения «дерево идей», с помощью которого можно разрешать проблемы разных фракций. Однако принятие идеи одной фракции может вызвать недовольство других фракций и сообществ.
Граждане Нью-Лондона участвуют в определении городского развития. В городском совете присутствуют 100 членов сообщества, представляющих различные фракции. Они голосуют по поводу законов, предложенных игроком. Игрок может вести переговоры с членами совета, давая им некоторые обещания на будущее, чтобы набрать достаточный процент голосов, необходимый для принятия закона. В случае неисполнения данных фракции обещаний её недовольство возрастёт. Во фракциях могут появиться радикалы, с которыми нужно бороться, чтобы город не скатился в хаос.

## Разработка
Как и первая игра, Frostpunk 2 разработана студией 11 bit studios. Над игрой работало около 70 человек. Директор 11 Bit Studios Якуб Стокальский отметил, что в новой игре экстремальные температуры, как и в первой игре, оказывают влияние на игровой процесс, однако главным стало «социальное выживание».
Игра была анонсирована в августе 2021 года. В игре появился «Строитель утопии» — мод в стиле песочницы, о добавлении которого просили представители фанатского сообщества.
Изначально релиз игры был запланирован на 25 июля 2024 года, однако в июне 2024 года разработчики перенесли дату выхода на 20 сентября 2024 года. Владельцы Deluxe-издания получили доступ к игре на 72 часа раньше, чем остальные игроки.
Frostpunk 2 продался тиражом более 350 тысяч копий менее чем за неделю, тем самым окупив все затраты на разработку и маркетинг.

## Отзывы
| Сводный рейтинг       | Сводный рейтинг |
| Агрегатор             | Оценка          |
| --------------------- | --------------- |
| Metacritic            | (PC) 85/100     |
| OpenCritic            | 85/100 (96 %)   |
| «Критиканство»        | 82/100          |
| Иноязычные издания    |                 |
| Издание               | Оценка          |
| 4Players              | 8,5/10          |
| Edge                  | 9/10            |
| Eurogamer             | [ 21 ]          |
| Gameblog              | 8/10            |
| GameSpot              | 8/10            |
| GamesRadar+           | [ 24 ]          |
| GameStar              | 89/100          |
| Hardcore Gamer        | 4,5/5           |
| IGN                   | 8/10            |
| PCGamesN              | 8/10            |
| PC Gamer (US)         | 85/100          |
| Shacknews             | 9/10            |
| VideoGamer            | 8/10            |
| Русскоязычные издания |                 |
| Издание               | Оценка          |
| GameMAG.ru            | 8/10            |
| GoHa.Ru               | «Эпично»        |
| PlayGround.ru         | 8,5/10          |
| StopGame.ru           | Изумительно     |
| «НИМ»                 | 7,7/10          |

Frostpunk 2 получил в основном положительные отзывы от профильных изданий, согласно агрегатору рецензий Metacritic, а 96 % критиков рекомендовали игру, согласно OpenCritic.
Кристофер Ливингстон из PC Gamer похвалил Frostpunk 2 за глубокую симуляцию общества и моральные выборы, но раскритиковал градостроительные элементы, отметив, что игра стала «гораздо более абстрактной, чем оригинал», из-за чего он «не чувствовал особой связи с городом как с физическим местом». Дэн Стэплтон из IGN, как и PC Gamer, отметил, что Frostpunk 2 потеряла часть атмосферы оригинала из-за увеличенного масштаба. Однако он похвалил игру за свежий подход и переосмысление концепции, а не простое развитие идей первой части. Роберт Пурчес из Eurogamer высоко оценил Frostpunk 2, назвав её «триумфом» и примером того, каким должен быть сиквел. Он отметил впечатляющий визуальный стиль, драматичную атмосферу и проработанные детали, такие как харизматичные объявления через громкоговорители. По его словам, игра теряет часть атмосферы оригинала, но компенсирует это новыми возможностями «десятикратно».